# Henry Goodrich (schip, 1985)
De Henry Goodrich is een halfafzinkbaar boorplatform gebouwd door Mitsui Engineering & Shipbuilding in 1985 voor Sonat. Het ontwerp van Sonat en Mitsui was de SES-5000 voor severe environment semi met een draagvermogen van 5000 ton. Het ontwerp bestaat uit twee pontons met elk twee kolommen met daarop het werkdek. Ten tijde van de bouw was dit het grootste halfafzinkbare platform.